# Catedral Basílica de San Salvador (San Salvador de Jujuy)
La Catedral del Santísimo Salvador o simplemente Catedral de Jujuy es la sede del Obispado de Jujuy en Argentina, y también edificio histórico. El templo fue declarado Monumento Histórico Nacional por Decreto n.º 1347 del 16 de mayo de 1931 y es Basílica. El primer edificio de la Iglesia Matriz y el sitio, que es el primitivo, datan de 1593, según lo dice el "Testimonio del dicho Edificio primero de la Iglesia" del Archivo Capitular de Jujuy,y está ubicada en calle Belgrano (antigua calle Real) y Sarmiento (antigua calle de la Imprenta), frente a la Plaza Gral. Belgrano, original plaza fundacional de la ciudad. Es sede de la diócesis de Jujuy.
Su valor histórico radica en qué un 25 de mayo de 1812, el  Canónigo Juan Ignacio Gorriti, bendijo la Bandera Nacional celeste y blanca en presencia de su creador el Gral. Manuel Belgrano, izando luego por primera vez en el Cabildo de Jujuy la enseña nacional con ocasión del segundo aniversario de la Revolución de Mayo. Esto ocurrió tan sólo 3 meses antes de la gesta del Éxodo Jujeño. 
Es sin duda una reliquia del estilo colonial español del siglo XVIII, manteniendo la originalidad de la nave central. Desde la fundación de Jujuy en 1593, diversas construcciones en el sitio cumplieron la función de Iglesia Matriz. En 1611 se levantó una edificación de adobe con factura más firme, y se realizó el campanario con una donación de "30 pesos fuertes" del encomendero de Yala y vecino de la ciudad, don Alonso de Tobar. En 1691 un terremoto colapsó parte del techo y muros, y las funciones de la Iglesia Matriz  se trasladaron a la capilla San Roque cercana. 
En 1736 se inició la construcción del templo  que conocemos hoy,  consagrado y habilitado entre 1761 y 1765. 
Desde entonces se han producido mejoras a fines de los siglos xix y XX, como ser un amplio atrio lateral con arcos y recovas sobre calle Belgrano que jerarquiza el lado norte del templo, una torre campanario  y la modificación del frontis original de piedra y adobe, con el agregado de balaustradas sobre la que se erige la torre campanario, y unificación del conjunto en estilo italianizante.
Además se construyó una capilla lateral, denominada Camarín de la Virgen del Rosario,  con destacados vitraux y lámparas votivas, recordando la Bendición de la Bandera. Allí se encuentra la antiquísima imagen  de la Virgen del Rosario de Río Blanco y Paypaya  (datada alrededor de 1690 ) nombrada  «Patrona del Ejército del Norte», por su comandante el General Manuel Belgrano el 25 de mayo de 1812. La advocación recibió la coronación pontificia el 31 de octubre de 1920, de manos del Delegado Pontificio del Papa Benedicto XV, y se trata de una de las imágenes de la Virgen del Rosario más antiguas del actual territorio argentino.
Importantes próceres jujeños están inhumados en la Catedral: el mártir de Zenta Pedro Ortiz de Zarate (+ 1683, beatificado en el 2022); el canónigo Juan Ignacio Gorriti, quien bendijo la bandera y fue diputado a la Junta Grande; su hermano el doctor José Ignacio Gorriti, gobernador de Salta y comandante en el Día Grande de Jujuy, el último Marqués de Yavi, coronel Campero; el diputado al Congreso de Tucumán Teodoro Sánchez de Bustamante, en la entrada principal y el primer obispo de Jujuy Mons. Enrique Mühn
Luego de creada la diócesis de Jujuy en 1934 se procedió a extender la nave principal hacia el norte, ampliando el presbiterio del templo, instalando la Cátedra y el Coro presbiteral bajo una bóveda de hormigón con su ábside.  

## Véase también

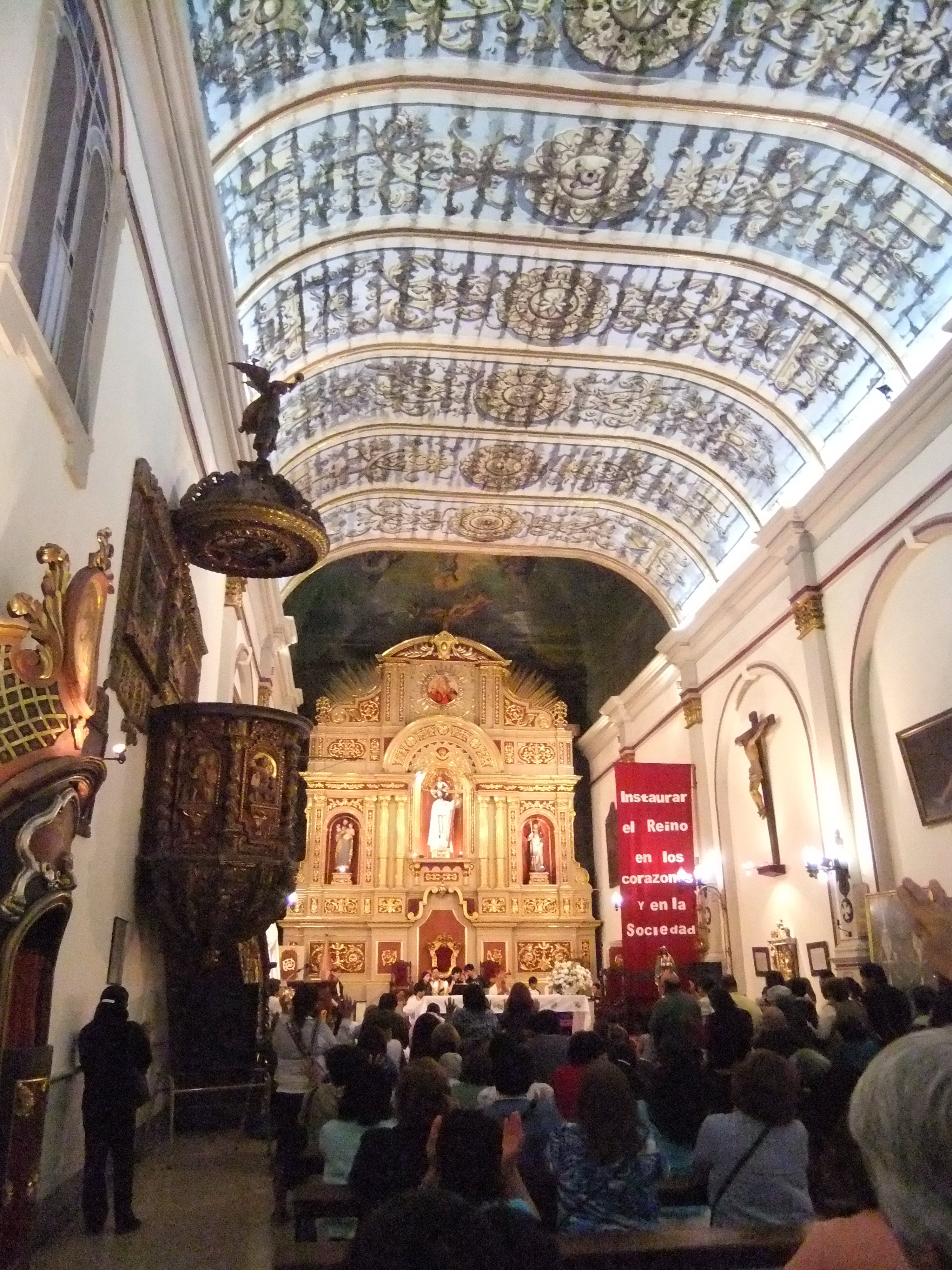
Vista interna